# Leaf River (Minnesota)
Der Leaf River ist ein etwa 80 km langer Nebenfluss des Crow Wing River im westlichen Minnesota in den Vereinigten Staaten. 
Durch den Crow Wing River ist der Leaf River Teil des Einzugsgebietes des Mississippis.

## Flusslauf
Der Leaf River entspringt am Gourd Lake im östlichen Otter Tail County („Otterschwanz“-County) und fließt dann in östlicher Richtung durch das südliche Wadena County und passiert dabei drei Seen, nämlich den Grass Lake, den East Leaf Lake und den West Leaf Lake, bevor er die Stadt Bluffton erreicht. Danach mündet er etwa 16 km nordwestlich der Kleinstadt Staples in der Thomastown Township von Osten her in den Crow Wing River.
Nebenflüsse des Leaf River sind wiederum der Wing River und der Redeye River, die beide im Wadena County zufließen.

## Geschichte
Der Leaf River diente als Grenze für den 1847 zwischen den Pillager Chippewas und den Vereinigten Staaten geschlossenen Vertrag von Washington und den 1855 zwischen den Mississippi Chippewas, den Pillager Chippewas sowie der US-Regierung geschlossenen Vertrag von Washington. Das hierbei abgetretene Land (östlich des Flusslaufes) wurde den Menomini, einer in Wisconsin lebenden Ureinwohner-Entität, verkauft, diese verweigerten aber den Auszug aus Wisconsin und verkauften das Land 1854 wieder den Vereinigten Staaten.